# Sabie (Fluss)
Der Sabie (engl. Sabie River, port. rio Sábiè) ist ein linker Nebenfluss des Komati in Südafrika und Mosambik.

## Verlauf
Der Sabie entspringt auf 1100 Meter am Fuße des 2286 Meter hohen Mount Anderson im Hochland von Mpumalanga in Südafrika. Er durchquert die Provinz nach Osten und fließt durch den Kruger-Nationalpark. An seinen Ufern gibt es eine sehr artenreiche Fauna und Flora. Einer seiner Zuflüsse ist der Sand. Der Sabie überquert die Grenze nach Mosambik und mündet direkt danach in die Corumana-Talsperre. Gut 25 km nach dem Verlassen des Stausees fließt er als Nebenfluss in den Komati. Dieser mündet in den Indischen Ozean.

## Hydrometrie
Die Abflussmenge des Sabie wurde an der Station Lower Sabie, etwa 50 km vor der Mündung in m³/s gemessen (1988 bis 2011).